# Vetenskapsåret 1767

## Händelser
- 1 januari - den nautiska almanackan publiceras för första gången, vilket ger sjömän en metod att hitta deras longitud till sjöss genom tabeller med månavstånd.
- 18 juni - Samuel Wallis, en engelsk kapten, upptäcker Tahiti och anses vara den första europé att nå ön.
- 3 juli - Pitcairnöarna upptäcks av Robert Pitcairn på en upptäcktsresa ledd av Philip Carteret.

## Pristagare
- Copleymedaljen: John Ellis, brittisk linnehandlare och naturforskare

## Födda
- 1 januari - Heinrich Adolph Schrader (död 1836)¸ tysk botanist.
- 16 januari - Anders Gustaf Ekeberg (död 1813), svensk kemist och upptäckare av tantal.
- 22 juni - Wilhelm von Humboldt (död 1835, tysk forskare, grundare av det första moderna forskningsuniversitetet.
- 27 juni - Alexis Bouvard (död 1843), fransk astronom.
- 10 december - Conrad Quensel (död 1806), svensk naturforskare.
- Bernhard Meyer (död 1836), tysk läkare och ornitolog.

## Avlidna
- 19 februari - François Boissier de Sauvages de Lacroix (född 1706), fransk läkare och botanist.
- Firmin Abuzit (född 1679), fransk vetenskapsman.
- Marie Anne Victoire Pigeon (född 1724), fransk matematiker.